# 中尾真理
中尾 真理（なかお まり、1949年9月1日 - ）は、日本の英文学者、園芸家、奈良大学教授。
東京都生まれ、大阪育ち。1972年奈良女子大学文学部英文科卒、77年同大学院文学研究科博士課程満期退学。奈良大学教養部助教授、教授。

## 著書
※は各・電子書籍で再刊
- 『イギリス流園芸入門』晶文社 1995
- 『素人園芸家の12ヵ月 イギリス式ガーデニングの愉しみ方』講談社 1997
- 『英国式庭園 自然は直線を好まない』講談社選書メチエ 1999
- 『ジェイン・オースティン 小説家の誕生』英宝社 2004
- 『ジェイン・オースティン 象牙の細工』英宝社 2007
- 『ジョイスを訪ねて ダブリン・ロンドン英文学紀行』彩流社 2013
- 『ホームズと推理小説の時代』ちくま学芸文庫 2018※

### 翻訳
- ジェーン・オースティン『ノーサンガー・アベイ』キネマ旬報社 1997／グーテンベルク21※
- マギー・ブラック, ディアドレ・ル・フェイ『ジェイン・オースティン料理読本』晶文社 1998
- ウィリアム・ヒース・ロビンソン画 K.R.G.ブラウン文『わが庭に幸いあれ 紳士の国の園芸術』筑摩書房 1998
- ポール・コリンズ『古書の聖地』晶文社 シリーズ愛書・探書・蔵書　2005
- ポール・コリンズ『自閉症の君は世界一の息子だ』青灯社 2007
- ジョン・スペンス『ビカミング・ジェイン・オースティン』キネマ旬報社 2009

## 参考
- ISBN 978-4-7791-1925-5
- 奈良大学
- J-GLOBAL